# Pic dels Recantons
El Pic dels Recantons és una muntanya de 2.461 m d'altitud situada en el vessant nord-est del Massís del Carlit, al límit entre el Capcir i el País de Foix, al Llenguadoc (Occitània), entre els termes comunals de Font-rabiosa i Orlun. El cim és pròpiament dins del terme d'Orlun, però tot el vessant oriental és en el de Font-rabiosa.
Està situat a l'extrem oest del terme comunal de Formiguera, al nord del Coll de Terrers i al sud-oest de la Portella d'Orlú.